# 장욱진
장욱진(張旭鎭, 1918년 1월 8일(1917년 음력 11월 26일) ~ 1990년 12월 27일)은 대한민국의 화가이다. 현대미술사에서 한국적 추상화를 확립한 거장 중 한 명으로 높게 평가받는 화가이다. 본관은 결성.

## 생애
1918년 1월 8일, 충청남도 연기군에서 4형제 중 차남으로 태어났다. 8세 무렵부터 이미 그림에 대한 소질을 보여 1937년에는 전조선학생미술전람회에서 최고상을 받고 1939년에 도쿄 제국미술학교에 진학하였다.
경성 제2고보(경복고등학교) 재학 중 일본인 교사에게 항의하다 퇴학당한데다가 성홍열을 앓고 몇 년 쉰 탓에 대학 진학이 이른 편은 아니었다. 그는 김환기, 유영국, 이중섭 등과 함께 유학 2세대군에 속하며 어느 정도 서구 미술에 대한 학습이 이루어진 상태에서 미술교육을 받았다. 일제 치하에서는 선전(鮮展) 및 재동경미술협회전(在東京美術協會展＝白牛會)에 출품했다. 1944년부터 일제에 의해 강제 징용을 당해 일하던 중 해방을 맞고 박물관 직원과 미술교사로 일하며 미술 활동을 재개한다.
1948년 이후에는 신사실파전(新寫實派展), 2·9전 등에 동인(同人)으로 참가했고 미국 뉴욕 월드하우스 화랑 주최 한국현대작가전, 동남아시아 문화교류전, 미네소타대학 미술학부 교환전에도 출품했다. 서울대학교 미술대학 교수와 국전 심사위원을 역임하였고 앙가쥬망전 동인으로 활약하였다. 세종특별자치시 연동면 내판리에 장욱진 탑비가 있다. 1986년부터 작고할 때까지 경기도 용인시 기흥구 마북동에 거주하였고, 거주한 가옥은 등록문화재 제404호로 지정되었다.
한편, 본인의 외손녀 이승연씨가 SBS 드라마 은실이 주제가를 부르기도 했다.

## 작품 세계
그는 일상적 이미지를 정감 있는 형태와 독특한 색감으로 화폭에 그려냈다. 파울 클레나 호안 미로의 영향력을 얘기하는 사람도 있지만, 유아적이고 토속적인 감성을 추상화시킨 독보적인 화가로 인정받고 있다. 아동화(兒童畵)를 연상케 하는 특이한 기법으로 동심(童心)의 세계를 파헤치고 있는데 검소한 색채와 화면의 평면적인 처리가 두드러지며 그의 모든 작품은 소품(小品)의 테두리를 벗어난 적이 없다. 한결같이 생활의 주변 즉 마을·가족·가로수·건물·자전거·어부 등 동화의 이미지를 좇아 프리미티브한 생략법을 쓰는 작가이다. 작품으로 〈들〉, 〈까치〉(1987), 〈두 아이〉, 〈집〉(1981) 등이 있다.

## 책과 도록
- 정영목 저, 장욱진 Catalogue Raisonne : 유화. 학고재. 2001 ISBN 89-85846-72-8

## 가족 관계
- 배우자: 이순경(1920년 ~ 2022년 8월 18일)

## 같이 보기
- 신사실파

## 참고 자료
- 장욱진 네이버 인물검색
- 장욱진 사이버 미술관 보관됨 2007-12-14 - 웨이백 머신
- 바람구두님의 장욱진 소개